# 벵에른알프역
벵에른알프역(독일어: Wengernalp)은 스위스 베른주 라우터브루넨 지방 자치 단체에 있는 정류장 기차역이다. 이 역은 라우터브루넨에서 벵엔을 거쳐 클라이네 샤이덱까지 운행 하는 벵에른알프 철도(WAB)의 노선 상에 있다. 역명은 역이 위치한 벵에른알프의 고산 초원에서 그 이름을 따온 것이다.
이 역에는 다음과 같은 여객 열차가 운행된다.
| 운영사          | 열차형 | 노선                                                               | 주기       | 비고 |
| --------------- | ------ | ------------------------------------------------------------------ | ---------- | ---- |
| 벵에른알프 철도 |        | 라우터브루넨 - 벵발트 - 벵엔 - 알멘트 - 벵엔알프 - 클라이네 샤이덱 | 시간당 2편 |      |